# أودجال
أودجال (بالإنجليزية: Audjal)‏ ربة أرض في جزر كارولينا.